# 南溪书院
26°10′16″N 118°11′20″E / 26.17111°N 118.18889°E
南溪书院位于福建省三明市尤溪縣城南的公山上，係南宋著名理学家朱熹的诞生地。1996年被列为福建省文物保护单位。

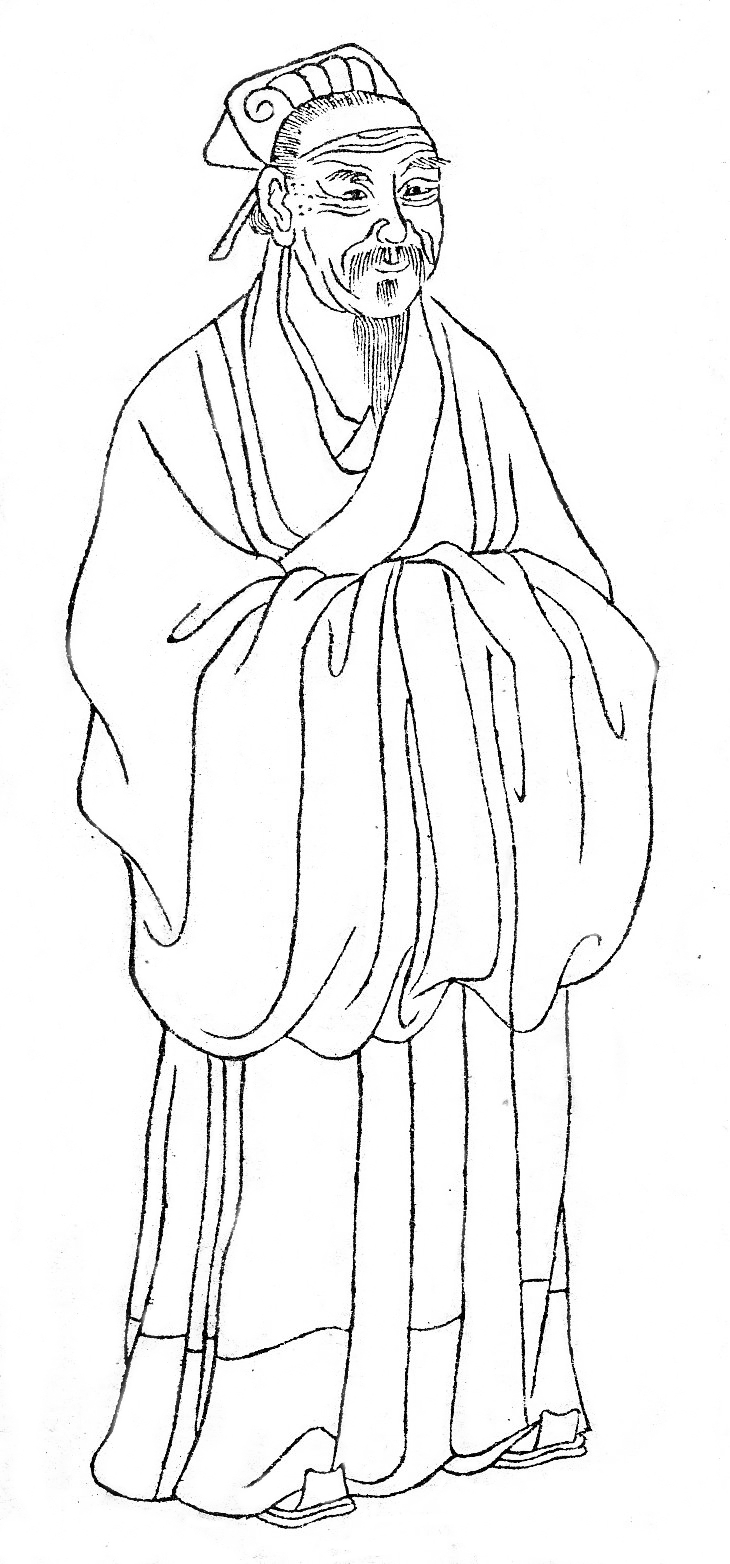
晩笑堂竹荘书传中的朱熹像，作于民国十年（1921年）

## 历史
南溪書院的前身為鄭安道的宅邸，北宋宣和五年（1123年），朱熹父朱松任尤溪县尉，建炎四年（1130年）五月，他辞去官职后為避戰亂而寓居于此。同年，朱熹诞生于此。朱熹幼年在此接受父親的教導，儒學就此啟蒙。在朱松過世後，朱熹即將此地改建為尤溪縣学。
朱熹逝世后，县令李修于嘉熙元年（1237年）捐资在此修建了文公祠、韦斋祠、半亩方塘和尊道堂等建筑，以祀朱家父子。
南宋理宗、度宗年間，因為官民力量的結合，書院快速發展，理宗對於各地書院多給予田地、匾額或御書等賞賜。淳祐元年（1241年），此地設立南溪書院:74；宝祐元年（1253年），理宗亲自题匾「南溪书院」。
元至正元年（1341年），分建两个祠堂，明清后对该建筑屡有修缮和扩建。
明代編修書院之風大盛，萬曆年間有葉廷祥、郭以隆、紀延譽、陳翹卿合編《南溪書院志》四卷:183-185。
清乾隆二十九年（1764年），知县蔡述谟将旧址改建为开山书院。道光三年（1823年）重修。
1928年尤溪公立师范学校创办于此。抗日战争时期，福建马尾勤工学校曾迁到此处办学。
1985年辟为尤溪县博物馆。

## 现状
南溪书院古朴庄严，现存建筑包括开山书院、半亩方塘、活水亭、溯源处、观书第、韦斋祠、毓秀坊、毓秀亭等。
开山书院为二进木构建筑，占地1000平方米。正堂当中立有朱熹的石膏塑像，两旁是他手书的板联四幅：“读书起家之本，和顺齐家之本，勤俭治家之本，循理保家之本”。四壁高悬有上溯其八代列祖列宗的画像。
书院正门外的池塘称为“半亩方塘”，名称源于其著名诗篇《观书有感》：“半亩方塘一鉴开，天光云影共徘徊；问渠那得清如许，为有源头活水来”。明弘治十一年（1498年）期间，在知县方溥的主持下，半亩方塘得以扩大、浚深，在此“方池”上建造了“活水亭”，并通以石桥，期间历经破坏，今皆修复。